# Them heavy people
Them heavy people is een single van Kate Bush. Het is afkomstig van haar studioalbum The Kick Inside. Deze single werd in 1978 alleen in Japan uitgebracht. Het nummer gaat niet over zware mensen, maar meer over zwaarmoedige. Zij kunnen verlichting halen uit religie of spiritualisme. Zowel Jezus van Nazareth als George Gurdjieff wordt als inspiratiebron genoemd. Them heavy people haalde de derde plaats in de Japanse hitlijsten.
In het Verenigd Koninkrijk bracht EMI een jaar later een promotiesingle met A-kant Them heavy people uit met als B-kant Don’t push your foot on the heartbrake. Dit ter promotie van de EP Kate Bush on stage. Dat plaatje haalde zowel in Engeland als Nederland de hitparades.

## NPO Radio 2 Top 2000
Them Heavy People stond alleen in 2003 in de NPO Radio 2 Top 2000, op plek 1972.